# Sigfúsdóttir
Sigfúsdóttir ist ein isländischer Name.

## Bedeutung
Der Name ist ein Patronym und bedeutet Tochter des Sigfús. Die männliche Entsprechung ist Sigfússon (Sohn des Sigfús).

## Namensträgerinnen
- María Huld Markan Sigfúsdóttir (* 1980), isländische Musikerin und Komponistin
- Þórdís Hrönn Sigfúsdóttir (* 1993), isländische Fußballspielerin